# XI legislatura de Navarra
La XI legislatura de Navarra comenzó el 16 de junio de 2023 cuando, tras la celebración de las elecciones forales, se constituyó el Parlamento de Navarra. Le precedió la X legislatura.

## Campaña electoral
La campaña electoral en Navarra, al igual que en el resto de España tiene una duración oficial de 15 días antes de las elecciones, aunque se dan actos políticos desde el anuncio de las elecciones.
Para la XI legislatura, las elecciones fueron convocadas para el 28 de mayo de 2023 por parte de la presidenta de Navarra, Uxue Barkos mediante decreto foral el 3 de abril de 2023.

### Candidaturas
Para estas elecciones, se presentaron once candidaturas distintas a ocupar los escaños del Parlamento de Navarra. Aunque fue el mismo número que en las anteriores, el cambio entre coaliciones y la entrada y salida de partidos nuevos cambiaron las papeletas disponibles para los electores en comparación a 2019. De las once candidaturas, siete consiguieron consiguieron obtener escaños.
- Unión del Pueblo Navarro (UPN)
- Geroa Bai (GBai): coalición PNV + Zabaltzen
- Euskal Herria Bildu (EH Bildu): coalición Aralar + EA + Sortu
- Partido Socialista de Navarra (PSN-PSOE)
- Partido Popular de Navarra (PPN)
- Contigo Navarra-Zurekin Nafarroa (CN-ZN): coalición Podemos Navarra + IUN-NEB + Batzarre + Alianza Verde + Verdes Equo
- Ciudadanos (CS)
- Por Un Mundo Más Justo (M+J)
- Vox (VOX)
- Voluntad Foral-Nabarra Gurea (VF-NG)
- Eguzkilore (EGU)

## Elecciones
Los resultados de las elecciones según se publicaron la Junta Electoral de Navarra.
| ← Elecciones al Parlamento de Navarra de 2023 → |                                          |        |       |         |     |
| Presidente y gobierno | Partido                                  | Votos  | %     | Escaños | +/– |
| - Presidenta: María Chivite - Gobierno: PSN+PSOE, Geroa Bai, Contigo Navarra-Zurekin Nafarroa - Censo: 518.998 - Participación: 334.493 (72,18%) - Abstención: 184.505 (27,82%) - Válidos: 324.001 (96,86%) - A candidatura: | Unión del Pueblo Navarro (UPN)           | 92.392 | 28,01 | 15      | Nv. |
| - Presidenta: María Chivite - Gobierno: PSN+PSOE, Geroa Bai, Contigo Navarra-Zurekin Nafarroa - Censo: 518.998 - Participación: 334.493 (72,18%) - Abstención: 184.505 (27,82%) - Válidos: 324.001 (96,86%) - A candidatura: | Partido Socialista de Navarra (PSN-PSOE) | 68.247 | 20,69 | 11      | =   |
| - Presidenta: María Chivite - Gobierno: PSN+PSOE, Geroa Bai, Contigo Navarra-Zurekin Nafarroa - Censo: 518.998 - Participación: 334.493 (72,18%) - Abstención: 184.505 (27,82%) - Válidos: 324.001 (96,86%) - A candidatura: | Euskal Herria Bildu (EH Bildu)           | 56.535 | 17,14 | 9       | +2  |
| - Presidenta: María Chivite - Gobierno: PSN+PSOE, Geroa Bai, Contigo Navarra-Zurekin Nafarroa - Censo: 518.998 - Participación: 334.493 (72,18%) - Abstención: 184.505 (27,82%) - Válidos: 324.001 (96,86%) - A candidatura: | Geroa Bai (GBai)                         | 43.660 | 13,23 | 7       | -2  |
| - Presidenta: María Chivite - Gobierno: PSN+PSOE, Geroa Bai, Contigo Navarra-Zurekin Nafarroa - Censo: 518.998 - Participación: 334.493 (72,18%) - Abstención: 184.505 (27,82%) - Válidos: 324.001 (96,86%) - A candidatura: | Partido Popular de Navarra (PPN)         | 24.019 | 7,28  | 3       | Nv. |
| - Presidenta: María Chivite - Gobierno: PSN+PSOE, Geroa Bai, Contigo Navarra-Zurekin Nafarroa - Censo: 518.998 - Participación: 334.493 (72,18%) - Abstención: 184.505 (27,82%) - Válidos: 324.001 (96,86%) - A candidatura: | Contigo Navarra-Zurekin Nafarroa (CN-ZN) | 20.095 | 6,09  | 3       | Nv. |
| - Presidenta: María Chivite - Gobierno: PSN+PSOE, Geroa Bai, Contigo Navarra-Zurekin Nafarroa - Censo: 518.998 - Participación: 334.493 (72,18%) - Abstención: 184.505 (27,82%) - Válidos: 324.001 (96,86%) - A candidatura: | Vox (VOX)                                | 14.197 | 4,30  | 2       | +2  |
| - Presidenta: María Chivite - Gobierno: PSN+PSOE, Geroa Bai, Contigo Navarra-Zurekin Nafarroa - Censo: 518.998 - Participación: 334.493 (72,18%) - Abstención: 184.505 (27,82%) - Válidos: 324.001 (96,86%) - A candidatura: | Por Un Mundo Más Justo (M+J)             | 1.740  | 0,53  | 0       | Nv. |
| - Presidenta: María Chivite - Gobierno: PSN+PSOE, Geroa Bai, Contigo Navarra-Zurekin Nafarroa - Censo: 518.998 - Participación: 334.493 (72,18%) - Abstención: 184.505 (27,82%) - Válidos: 324.001 (96,86%) - A candidatura: | Ciudadanos (CS)                          | 1.273  | 0,39  | 0       | Nv. |
| - Presidenta: María Chivite - Gobierno: PSN+PSOE, Geroa Bai, Contigo Navarra-Zurekin Nafarroa - Censo: 518.998 - Participación: 334.493 (72,18%) - Abstención: 184.505 (27,82%) - Válidos: 324.001 (96,86%) - A candidatura: | Eguzkilore (EGU)                         | 1.261  | 0,38  | 0       | Nv. |
| - Presidenta: María Chivite - Gobierno: PSN+PSOE, Geroa Bai, Contigo Navarra-Zurekin Nafarroa - Censo: 518.998 - Participación: 334.493 (72,18%) - Abstención: 184.505 (27,82%) - Válidos: 324.001 (96,86%) - A candidatura: | Voluntad Foral-Nabarra Gurea (VF-NG)     | 582    | 0,18  | 0       | Nv. |
| - Presidenta: María Chivite - Gobierno: PSN+PSOE, Geroa Bai, Contigo Navarra-Zurekin Nafarroa - Censo: 518.998 - Participación: 334.493 (72,18%) - Abstención: 184.505 (27,82%) - Válidos: 324.001 (96,86%) - A candidatura: | Nulos                                    | 4.632  | 1,39  | -       | -   |
| - Presidenta: María Chivite - Gobierno: PSN+PSOE, Geroa Bai, Contigo Navarra-Zurekin Nafarroa - Censo: 518.998 - Participación: 334.493 (72,18%) - Abstención: 184.505 (27,82%) - Válidos: 324.001 (96,86%) - A candidatura: | En blanco                                | 5.860  | 1,75  | -       | -   |

### Investidura
La votación para la investidura de la Presidenta del Gobierno de Navarra en el Parlamento de Navarra se celebró el 14 de agosto. No salió elegida María Chivite en primera ronda, al no tener el apoyo directo de EH Bildu, por lo que no tenía mayoría absoluta. En la segunda votación del día siguiente, se obtuvo el mismo resultado, logrando así Chivite una mayoría simple y revalidando su cargo de Presidenta de Navarra.
| Candidata                                      | Fecha | Voto |                          |                                                          |    |   |    |   |   | Total |  |   |  |       |
| ---------------------------------------------- | ----- | ---- | ------------------------ | -------------------------------------------------------- | -- | - | -- | - | - | ----- |  | - |  | ----- |
| Candidata                                      | Fecha | Voto | María Chivite (PSN-PSOE) | 14 de agosto de 2023 Mayoría requerida: absoluta (26/50) | Sí |   | 11 |   | 7 | Total |  | 3 |  | 21/50 |
| No                                             | 15    |      | María Chivite (PSN-PSOE) | 14 de agosto de 2023 Mayoría requerida: absoluta (26/50) |    |   | 3  |   | 2 | 20/50 |  |   |  |       |
| Abst.                                          |       |      | María Chivite (PSN-PSOE) | 14 de agosto de 2023 Mayoría requerida: absoluta (26/50) | 9  |   |    |   |   | 9/50  |  |   |  |       |
|                                                |       |      |                          |                                                          |    |   |    |   |   |       |  |   |  |       |
| 15 de agosto de 2023 Mayoría requerida: simple | Sí    |      | María Chivite (PSN-PSOE) | 11                                                       |    | 7 |    | 3 |   | 21/50 |  |   |  |       |
| 15 de agosto de 2023 Mayoría requerida: simple | No    | 15   | María Chivite (PSN-PSOE) |                                                          |    |   | 3  |   | 2 | 20/50 |  |   |  |       |
| 15 de agosto de 2023 Mayoría requerida: simple | Abst. |      | María Chivite (PSN-PSOE) |                                                          | 9  |   |    |   |   | 9/50  |  |   |  |       |
| Fuente: Parlamento de Navarra                  |       |      |                          |                                                          |    |   |    |   |   |       |  |   |  |       |

## Medidas legislativas

### Asalto agrícola al Parlamento
Durante una serie de protestas agrícolas que tuvieron lugar en varios puntos de España desde febrero de 2024, un grupo de agricultores intentaron asaltar la sede del Parlamento de Navarra el 7 de marzo de 2024, día en el que se negociaban los Presupuestos Generales en el hemiciclo. La Policía Foral evitó que los protestantes entrasen en el edificio.

### Reforma de la competencia de tráfico
El 23 de mayo de 2024, el Parlamento de Navarra celebró una sesión plenaria en la que aprobó la reforma de la Ley Orgánica de Reintegración y Amejoramiento del Régimen Foral de Navarra (Lorafna) para permitir a la Comunidad Foral asumir totalmente la competencia de Tráfico y Seguridad Vial. Todos los grupos, excepto PP y Vox, votaron a favor de la reforma, por lo que se aprobó con 45 de los 50 escaños.

## Composición del Gobierno de Navarra 2023 - 2027
|                                                                    |                                                                         |                                                                  |  |
| ← Segundo Gobierno de María Chivite → (Desde 18 de agosto de 2023) |                                                                         |                                                                  |  |
| Partido político                                                   |                                                                         | Partido Socialista de Navarra                                    |  |
| Partido político                                                   | Geroa Bai                                                               |                                                                  |  |
| Partido político                                                   | Contigo Navarra-Zurekin Nafarroa                                        |                                                                  |  |
| Presidencia                                                        |                                                                         |                                                                  |  |
| Presidencia del Gobierno                                           |                                                                         | María Chivite Desde 6 de agosto de 2019                          |  |
| Vicepresidencias                                                   |                                                                         |                                                                  |  |
| Vicepresidencia Primera del Gobierno                               |                                                                         | Félix Taberna Monzón Desde el 18 de agosto de 2023               |  |
| Vicepresidencia Segunda del Gobierno                               |                                                                         | Ana Ollo Hualde Desde el 18 de agosto de 2023                    |  |
| Vicepresidencia Tercera del Gobierno                               |                                                                         | Begoña Alfaro García Desde el 18 de agosto de 2023               |  |
| Consejerías                                                        |                                                                         |                                                                  |  |
| Presidencia e Igualdad                                             |                                                                         | Félix Taberna Monzón Desde el 18 de agosto de 2023               |  |
| Función Pública, Interior y Justicia                               |                                                                         | Amparo López Antelo 18 de agosto de 2023 - 4 de abril de 2024    |  |
| Función Pública, Interior y Justicia                               | Félix Taberna Monzón (Interino) 4 de abril de 2024 - 6 de abril de 2024 |                                                                  |  |
| Función Pública, Interior y Justicia                               | Amparo López Antelo Desde el 6 de abril de 2024                         |                                                                  |  |
| Memoria, Convivencia, Acción Exterior y Euskera                    |                                                                         | Ana Ollo Hualde Desde el 18 de agosto de 2023                    |  |
| Cohesión Territorial                                               |                                                                         | Óscar Chivite Desde el 18 de agosto de 2023                      |  |
| Vivienda, Juventud y Políticas Migratorias                         |                                                                         | Begoña Alfaro García Desde el 18 de agosto de 2023               |  |
| Educación                                                          |                                                                         | Carlos Gimeno Gurpegi Desde el 18 de agosto de 2023              |  |
| Derechos Sociales, Economía Social y Empleo                        |                                                                         | Mari Carmen Maeztu Desde el 18 de agosto de 2023                 |  |
| Economía y Hacienda                                                |                                                                         | José Luis Arasti Desde el 30 de agosto de 2023                   |  |
| Salud                                                              |                                                                         | Fernando Domínguez Cunchillos Desde el 18 de agosto de 2023      |  |
| Industria y Transición Ecológica y Digital Empresarial             |                                                                         | Mikel Irujo Desde el 18 de agosto de 2023                        |  |
| Desarrollo Rural y Medio Ambiente                                  |                                                                         | José María Aierdi Desde el 18 de agosto de 2023                  |  |
| Universidad, Innovación y Transformación Digital                   |                                                                         | Juan Cruz Cigudosa 18 de agosto de 2023 - 1 de diciembre de 2023 |  |
| Universidad, Innovación y Transformación Digital                   | Patricia Fanlo Mateo Desde el 7 de diciembre de 2023                    |                                                                  |  |
| Cultura, Deporte y Turismo                                         |                                                                         | Rebeca Esnaola Desde el 18 de agosto de 2023                     |  |